# 1752 van Herk
1752 Van Herk è un asteroide della fascia principale. Scoperto nel 1930, presenta un'orbita caratterizzata da un semiasse maggiore pari a 2,2385416 UA e da un'eccentricità di 0,2008233, inclinata di 3,50185° rispetto all'eclittica.
L'asteroide è dedicato all'astronomo olandese Gijsbert van Herk, astrometrista presso l'Osservatorio di Leida.